# Болдвін (округ Чеманг, Нью-Йорк)
Болдвін (англ. Baldwin) — місто (англ. town) в США, в окрузі Чеманг штату Нью-Йорк. Населення — 812 особи (2020).

## Демографія
Згідно з переписом 2010 року, у місті мешкали 832 особи в 338 домогосподарствах у складі 231 родини. Було 388 помешкань
Расовий склад населення:
| - 95,8 % — білих - 1,6 % — чорних або афроамериканців - 0,4 % — корінних американців - 0,2 % — азіатів |

До двох чи більше рас належало 1,6 %. Частка іспаномовних становила 1,0 % від усіх жителів.
За віковим діапазоном населення розподілялося таким чином: 22,1 % — особи молодші 18 років, 61,8 % — особи у віці 18—64 років, 16,1 % — особи у віці 65 років та старші. Медіана віку мешканця становила 44,8 року. На 100 осіб жіночої статі у місті припадало 108,5 чоловіків;  на 100 жінок у віці від 18 років та старших — 103,8 чоловіків також старших 18 років.
Середній дохід на одне домашнє господарство  становив 60 177 доларів США (медіана — 50 625), а середній дохід на одну сім'ю — 73 159 доларів (медіана — 68 000). Медіана доходів становила 50 625 доларів для чоловіків та 40 333 долари для жінок. За межею бідності перебувало 7,7 % осіб, у тому числі 0,0 % дітей у віці до 18 років та 5,2 % осіб у віці 65 років та старших.
Цивільне працевлаштоване населення становило 402 особи. Основні галузі зайнятості: освіта, охорона здоров'я та соціальна допомога — 33,1 %, виробництво — 12,7 %, публічна адміністрація — 11,7 %.